# Freedom Riders National Monument

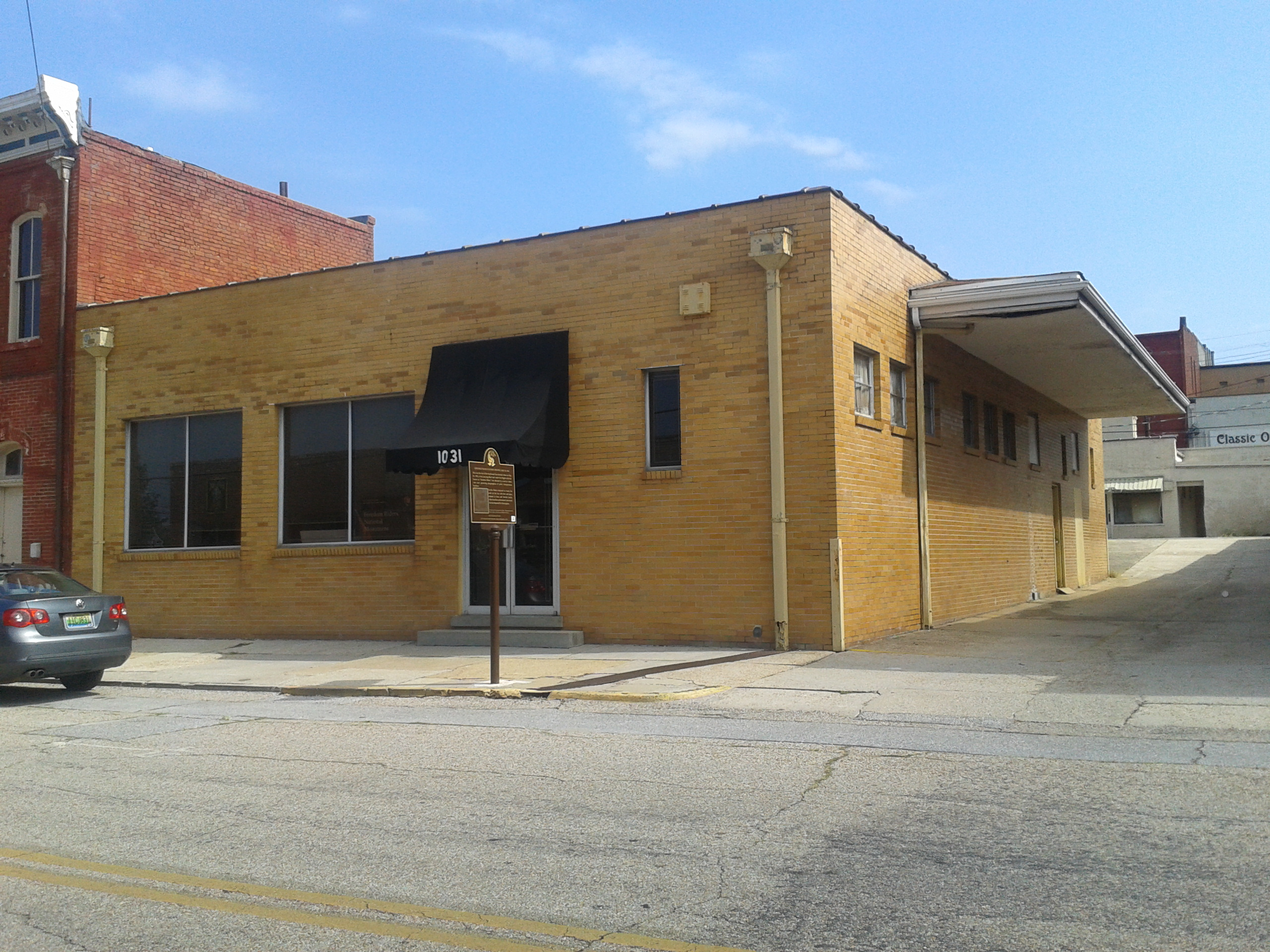
Teilfläche frühere Greyhound Station des Freedom Riders National Monument

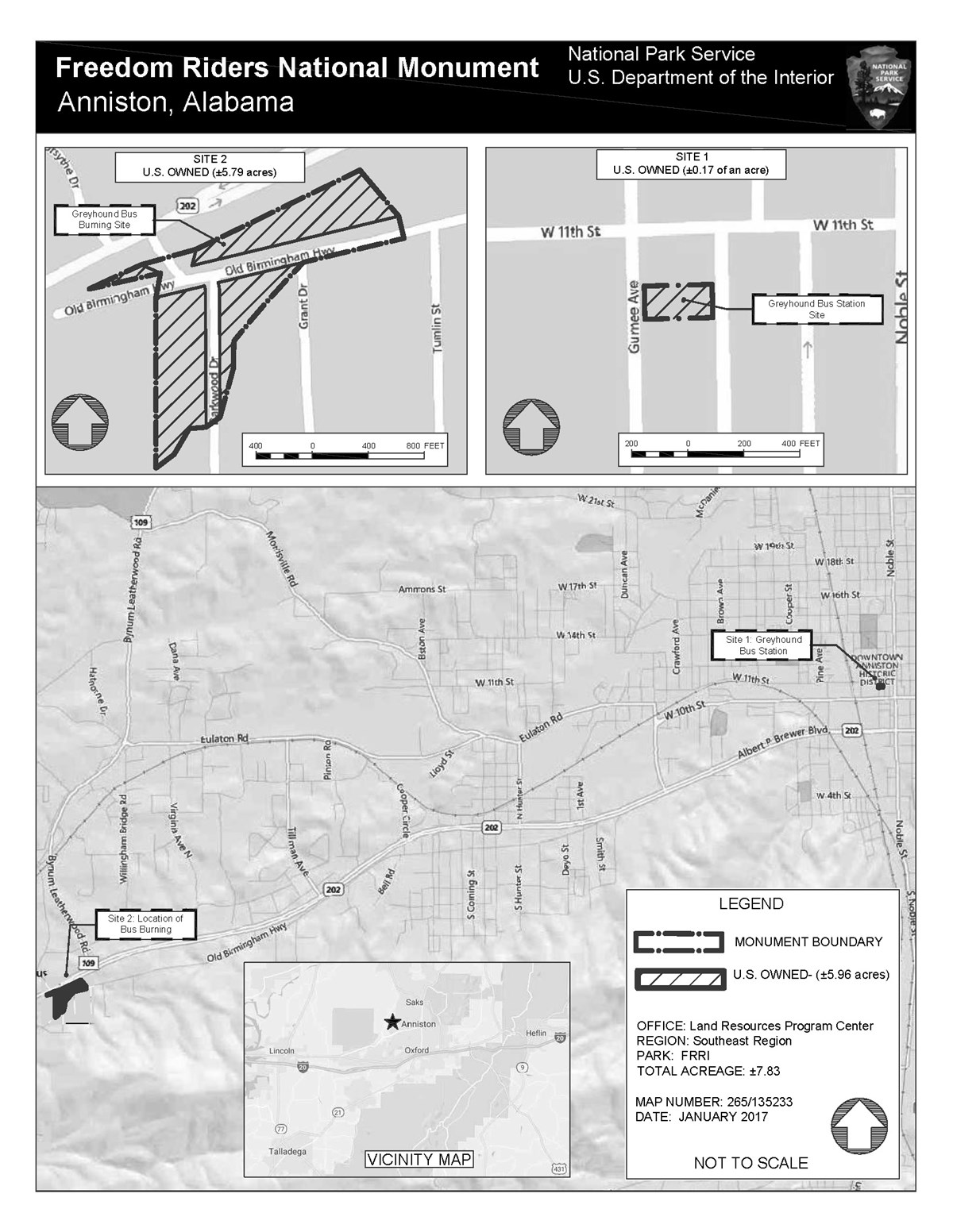
Karte mit den beiden Teilflächen des National Monuments

Das Freedom Riders National Monument ist ein US-amerikanisches National Monument in Anniston im Calhoun County und liegt im Nordosten von Alabama. Es wurde durch Präsident Barack Obama durch eine Presidential Proclamation am 12. Januar 2017 mit einer Flächengröße von 7,83 Acres (= ungefähr 3,17 ha) ausgewiesen. Es erinnert an die Freedom Rides im Rahmen der amerikanischen Bürgerrechtsbewegung. Zum National Monument gehören zwei Teilflächen. Einmal eine frühere Greyhound Station (33° 39′ 28,5″ N, 85° 49′ 51,8″ W), wo am 14. Mai 1961 ein weißer Mob, der für Rassentrennung in Interstate Bussen kämpfte, einen Bus der Bürgerrechtsbewegung mit weißen und schwarzen Insassen angriff und den Bus beschädigte. 
Der zweite Platz auf dem Old Birmingham Highway (in der Nähe der State Route 202) liegt 9,7 km westlich von der Busstation.  Dort wurde der, wegen einer Reifenpanne liegengebliebene, Bus der Bürgerrechtsbewegung vom Mob angezündet (33° 38′ 43,5″ N, 85° 52′ 32,9″ W). Das Freedom Riders National Monument steht unter der Verwaltung des National Park Service.